# Dichelostemma multiflorum
Dichelostemma multiflorum là một loài thực vật có hoa trong họ Măng tây. Loài này được (Benth.) A.Heller mô tả khoa học đầu tiên năm 1905.